# Mestský štadión Dunajská Streda
Mestský štadión Dunajská Streda – nieistniejący już stadion sportowy w Dunajskiej Stredzie, na Słowacji. Istniał w latach 1953–2016. W szczytowym okresie mógł pomieścić 16 410 widzów. Swoje spotkania rozgrywali na nim piłkarze klubu DAC 1904 Dunajská Streda. W miejscu obiektu wybudowano nowy, typowo piłkarski stadion, częściowo otwarty w 2016 roku.

## Historia
Teren pod budowę stadionu wyznaczono w 1943 roku, wtedy też rozpoczęto pierwsze prace, ale wkrótce zostały one przerwane. Wznowienie budowy nastąpiło w 1949 roku, a uroczystego otwarcia dokonano 16 sierpnia 1953 roku. Do budowy użyto cegieł z synagogi w Dunajskiej Stredzie, zniszczonej w trakcie II wojny światowej. Obiekt posiadał wówczas bieżnię lekkoatletyczną. W 1981 roku rozpoczęto prace nad przebudową trybuny głównej (od strony północno-zachodniej). Właściwa budowa nowej trybuny ruszyła w listopadzie 1983 roku, a jej inauguracja miała miejsce 7 maja 1985 roku, przy okazji spartakiady. W latach 1987–1989 wybudowano nową trybunę po stronie południowo-wschodniej. W 1991 roku oddano do użytku trybuny za bramką od strony południowo-zachodniej, co ustaliło pojemność stadionu na poziomie 16 410 widzów. W 1992 roku zainstalowano tablicę świetlną. 8 maja 2004 roku na obiekcie rozegrano finałowe spotkanie piłkarskiego Pucharu Słowacji (Artmedia Petržalka – Steel Trans Ličartovce 2:0). W 2008 roku utworzono na stadionie sektor dla VIP-ów, zainstalowano także plastikowe krzesełka na trybunie południowo-wschodniej. W 2009 roku oddano do użytku sztuczne oświetlenie osadzone na czterech masztach postawionych w narożnikach stadionu, a rok później system monitoringu.
We wrześniu 2015 roku rozpoczęła się rozbiórka stadionu, ale obiekt pozostawał jeszcze przez jakiś czas w użyciu (ostatnie spotkanie DAC 1904 Dunajská Streda rozegrał na nim 23 kwietnia 2016 roku przeciwko FK Železiarne Podbrezová (1:0)). Po dokończeniu rozbiórki (tymczasowo pozostawiono jeszcze trybunę główną, którą ostatecznie rozebrano w 2018 roku) przystąpiono do budowy w miejscu starego stadionu nowej, typowo piłkarskiej areny. Z powodu prac DAC 1904 Dunajská Streda rozgrywał swoje spotkania na stadionie w Sencu. Nowy stadion względem swego poprzednika ma murawę obróconą o 90 stopni. Jego inauguracja (po oddaniu do użytku ok. połowy trybun) nastąpiła 19 listopada 2016 roku meczem gospodarzy z AS Trenčín (2:0).